# Piotr Jo Suk
Piotr Jo Suk (ur. 1787 w Yanggeun, zm. 3 sierpnia 1819 w Seulu) – koreański męczennik i błogosławiony Kościoła katolickiego, jeden z kilku tysięcy katolików, którzy ponieśli śmierć w Korei w XIX wieku.

## Życiorys
Piotr Jo Suk urodził się w rodzinie szlacheckiej w Yanggeon w prowincji Gyeonggi. W 1801, po wybuchu prześladowań chrześcijan, schronił się z rodzicami w domu swojej matki w prowincji Gangwon. W wieku 17 lat ożenił się z Teresą Kwon Cheon-rye, która zaproponowała mu, aby żyli w czystości, a on przyjął jej propozycję. Spędzał czas z żoną na modlitwie i głoszeniu Ewangelii. Choć żyli w ubóstwie, rozdawali jałmużnę potrzebującym. Gościli również pod swoim dachem Pawła Chŏng Ha-sang, późniejszego świętego, i wyposażyli go na jego podróż do Pekinu w poszukiwaniu księży chętnych do przybycia do Korei.
Podczas pobytu Chŏng Ha-sanga w Pekinie, policja dowiedziała się o jego wyznaniu. Został aresztowany pod koniec marca 1817, wraz z jego żoną, która poszła do więzienia z własnej woli. 
Wraz z Teresą Kwon Cheon-rye byli przesłuchiwani i poddawani torturom w celu uzyskania informacje o pobycie innych katolików; Jo Suk takich informacji nie wyjawił. Para spędziła w więzieniu przeszło dwa lata. Ostatecznie małżonkowie wraz z Barbarą Ko zostali straceni przez ścięcie w 1819 roku (niektóre źródła podają datę 3 sierpnia, inne „po 10 sierpnia”, czyli, odpowiednio, 13 lub 20 czerwca w obowiązującym podówczas kalendarzu koreańskim). Po miesiącu wiernym pozwolono zabrać ich ciała i pochować zgodnie z obrządkiem katolickim.
Beatyfikował go papież Franciszek w grupie 124 męczenników koreańskich 16 sierpnia 2014.